# Маурити
Маурити (порт. Mauriti)  —  муниципалитет в Бразилии, входит в штат Сеара. Составная часть мезорегиона Юг штата Сеара. Входит в экономико-статистический  микрорегион Барру. Население составляет 43 978 человек на 2006 год. Занимает площадь 1 111,856 км². Плотность населения — 39,6 чел./км².

## История
Город основан 27 августа 1890 года. 

## Статистика
- Валовой внутренний продукт на 2003 составляет 82.799.286,00 реалов (данные: Бразильский институт географии и статистики).
- Валовой внутренний продукт на душу населения на 2003 составляет 1.957,99 реалов (данные: Бразильский институт географии и статистики).
- Индекс развития человеческого потенциала на 2000 составляет 0,646 (данные: Программа развития ООН).